# هولگر گریلیچ
هولگر گریلیچ (انگلیسی: Holger Greilich؛ زادهٔ ۱۲ ژوئیهٔ ۱۹۷۱) بازیکن فوتبال اهل آلمان است.
از باشگاه‌هایی که در آن بازی کرده‌است می‌توان به باشگاه فوتبال اومانیا، باشگاه فوتبال زاربروکن، باشگاه فوتبال ماینتس ۰۵، و باشگاه فوتبال مونیخ ۱۸۶۰ اشاره کرد.
وی همچنین در تیم ملی فوتبال آلمان بازی کرده‌است.